# 扇田站

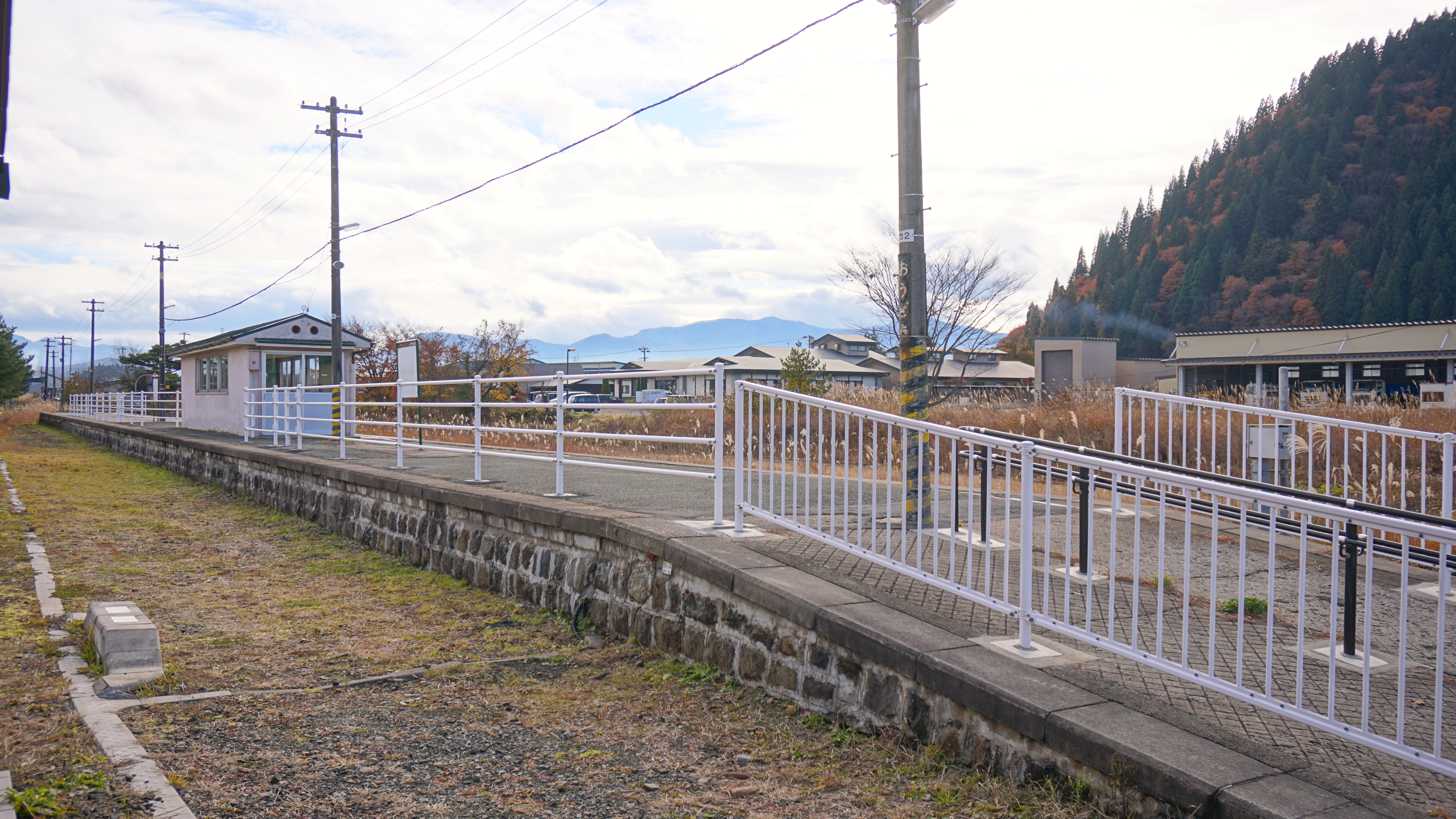
月台（2019年11月）

扇田站（日语：／ Ōgita eki */?）是位於秋田縣大館市十二所字上川代17番，東日本旅客鐵道（JR東日本）的花輪線車站。

## 歷史
- 1914年（大正3年）7月1日：秋田鐵道（日语：秋田鉄道）大館站至此站之間開通，此站啟用。當時此站位於北秋田郡扇田町（日语：扇田町），此站讀法為。在啟用當初，此站至東大館站之間設有池內停留所。
- 1915年（大正4年）1月19日：此站至大瀧溫泉站之間開通。
- 1934年（昭和9年）
  - 6月1日：秋田鐵道國有化，成為鐵道省（國鐵）車站。車站讀法為。
  - 8月1日：此站設置扇田車長分所，扇田機車停泊處廢止。
- 1937年（昭和12年）5月21日：舉行車站大樓竣工儀式[1]
- 1944年（昭和19年）11月11日：南扇田站暫停使用，鄰站變成大瀧溫泉站。
- 1987年（昭和62年）4月1日：伴隨國鐵分割民營化，車站由東日本旅客鐵道（JR東日本）營運。
- 1999年（平成11年）
  - 6月1日：隨著花輪線引入CTC，此站列車交會設備廢止。
  - 12月4日：取消扇田站長，此站成為鹿角花輪站長管理下的簡易委託車站（受託者：比內町）。
- 2003年（平成15年）4月1日：成為無人車站。

## 車站構造
本站是地面車站，設有1面1線的單式月台。原本車站內設有1面2線的島式月台，可進行列車交會，現時只使用舊2號月台（下行線）。此站是由鹿角花輪站管理的無人車站。

## 使用狀況
以下列出乘車人次變化：
| 年度               | 1日平均 乘車人次 | 參考資料 |
| ------------------ | ---------------- | -------- |
| 2000年（平成12年） | 127              | [ 2 ]    |
| 2001年（平成13年） | 103              | [ 3 ]    |

## 車站周邊
- 達子森（日语：達子森）
- 米代川（日语：米代川）
- 比內郵局
- 道之驛比內（日语：道の駅ひない）
- 大館市政廚比內綜合分所（前比內町（日语：比内町）公所）
- 秋田縣道135號扇田停車場線（日语：秋田県道135号扇田停車場線）
  - 秋田縣道52號比內田代線（日语：秋田県道52号比内田代線）
  - 國道285號（日语：国道285号）
  - 秋田縣道22號比內大葛鹿角線（日语：秋田県道22号比内大葛鹿角線）
- 秋田銀行比內分店
- 北都銀行（日语：北都銀行）扇田分店
- 陸奧銀行比內分店
- 秋田縣信用組合（日语：秋田県信用組合）比內分店

## 巴士路線
扇田站前巴士站
社區巴士・清爽南號二井田線（由秋北巴士營運）·只於平日早上和黃昏服務
- 扇田醫院前
- 二井田、南小學、東大館站前、市立醫院前、大館站方向

扇田川端、扇田仲町與扇田新丁巴士站（步行8分鐘）。
一般巴士路線（秋北巴士）
- 前往大谷、中野、彌助
- 經勞災醫院前往花輪營業所（鹿角市方向）
- 市立醫院、Itoku大館購物中心方向（經池內、經巽町、經鳳鳴高校）前往大館站

## 相鄰車站
東日本旅客鐵道（JR東日本）
■花輪線
大瀧溫泉－扇田－東大館

## 注腳

## 外部連結
- 車站資訊（扇田）：東日本旅客鐵道（日語）